# Gianluca Cascioli
Gianluca Cascioli (Turin, 17 juillet 1979) est un pianiste, chef d'orchestre et compositeur Italien.

## Biographie
Gianluca Cascioli étudie la composition au Conservatoire Giuseppe Verdi de Turin et le piano avec Franco Scala. En 1994, à l'âge de quinze ans, Cascioli remporte le Concours international de piano Umberto Micheli ; le jury était composé de Luciano Berio, Elliott Carter, Charles Rosen et Maurizio Pollini. Le prix inclut un contrat d'enregistrement avec le label Deutsche Grammophon, pour lequel il enregistre trois disques, puis reste dans le groupe Universal, mais sous étiquette Decca.
Il se produit ensuite en tant que pianiste soliste avec l'orchestre philharmonique de Berlin, l'Orchestre symphonique de Boston, l'Orchestre symphonique de Chicago, l'Orchestre royal du Concertgebouw, le New York Philharmonic, l'orchestre philharmonique de Vienne et de nombreux autres orchestres dans le monde entier. Il a travaillé notamment sous la direction de Claudio Abbado, Roberto Abbado, Myung-Whun Chung, Riccardo Muti, Lorin Maazel, Valery Gergiev, Zubin Mehta, Mstislav Rostropovitch, Neville Marriner. En musique de chambre ses partenaires ont été Maxime Venguerov, Mstislav Rostropovitch, Stefano Mollo, l'octuor de l'orchestre philharmonique de Berlin et beaucoup d'autres.
Il a dirigé la Deutsche Kammerorchester de Francfort et parmi ses compositions, ont été jouées une Sonatine (2004) créée au musikfest de Hambourg, ses Variations pour piano qui ont été créées en Italie, ainsi qu'une Sonate pour violon et piano créée en Italie, avec Stefano Mollo.
En 2021, il interprète  les Quatrième et Sixième Concertos pour piano, accompagné par l’Ensemble Resonanz sous la direction de Riccardo Minasi.
Il reçoit une critique favorable de la presse lors de ses concerts, par exemple, en Espagne : en 1998 au Palais de la musique catalane et en 2022 à l'Auditorium national de musique de Madrid,.

## Discographie
- Beethoven (32 variations en ut mineur, Bagatelles, op. 126), Webern, Schönberg (Cinq pièces op. 23), Ligeti (Études nos 2 et 4), Boulez (Incises) (décembre 1995, Deutsche Grammophon 557 766-2) (OCLC 47655073)
- Bach-Busoni (Toccata et Fugue en ré mineur ; Nun komm der Heiden Heiland ; Wachet auf, ruft uns die Stimme ; Ich ruf zu dir, Herr Jesu Christ), Busoni (Indianisches Tagebuch I), Beethoven, Debussy (Hommage à Haydn), de Falla (Danse du feu), Liszt, Prokofiev  (Visions fugitives extraits, Suggestion diabolique), Scarlatti (Sonates K. 119, 175, 387) (août 1996, Deutsche Grammophon) (OCLC 961283456)
- Beethoven, Variations WoO 57, 72, 73, 75, 76, 79 et op. 34, 76 (1997, Deutsche Grammophon) (OCLC 844689978)
- Schumann, Fantaisie en la mineur (rév. Cascioli) - Orchestre symphonique de Bâle, dir. Mario Venzago (mai 2000, Novalis) (OCLC 50431642)
- Chopin, 4 Scherzos, Impromptu no 1, Valses, Nocturnes... (27-28 août 2004, Decca) (OCLC 72561004)
- Debussy, Préludes, Children's Corner... (Decca)
- Beethoven, Sonates nos 14 et 17, Variation Eroica (2008, Decca) (OCLC 971118970)
- Beethoven, Sonates pour piano et violon - Sayaka Shoji, violon (3CD Deutsche Grammophon) (OCLC 951985535), (OCLC 951985661 et 951986288)
- Mozart, sonates pour piano K310, 333, 394 et K570, Prelude et fugue en ut majeur, K. 394 (Deutsche Grammophon 4810866) (OCLC 951975303)
- Gianluca Cascioli joue Cascioli : 3 Intermezzi ; 3 Nocturnes ; Sonates no 2 et 3 (2018, Decca) (OCLC 1258036818)